# Tav Falco

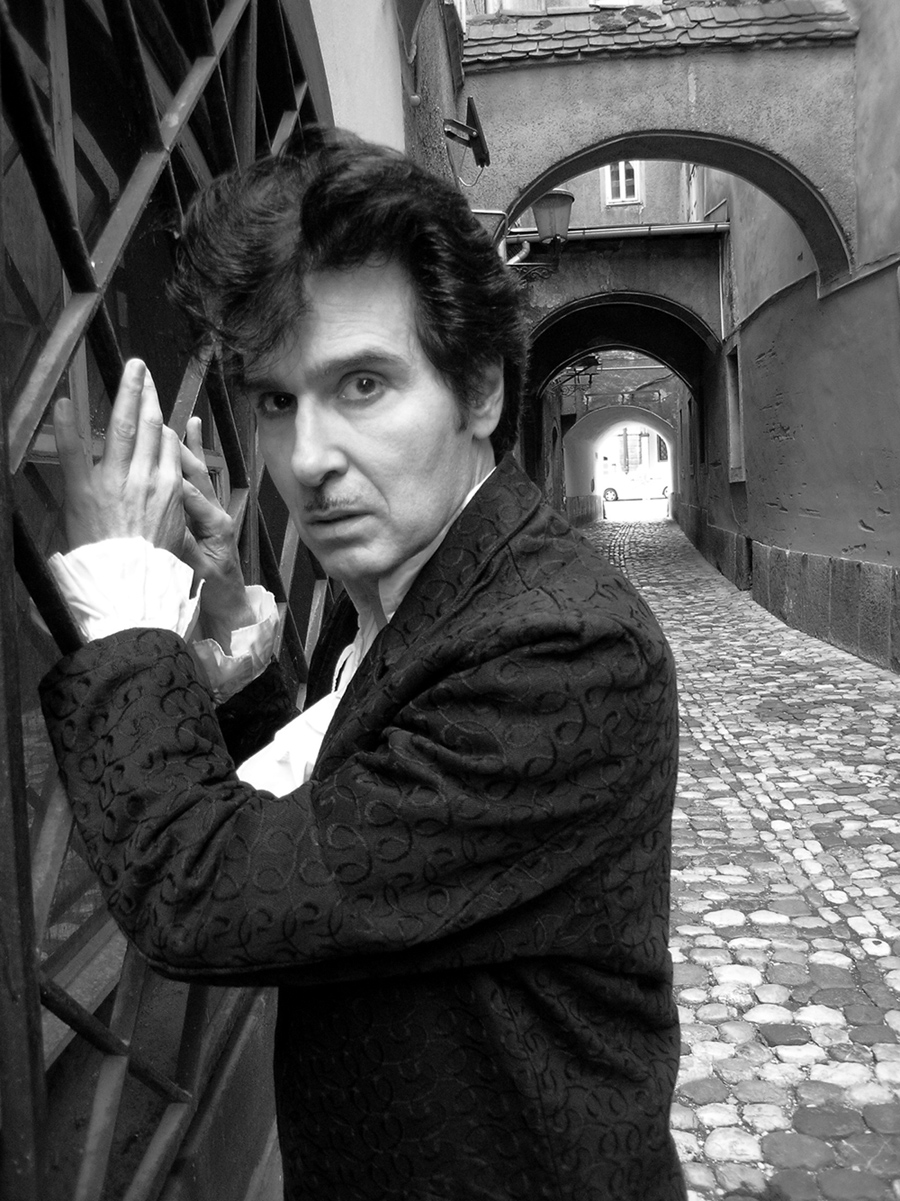
Autoportrait de Tav Falco (Ljubljana, 2004)

Tav Falco, né Gustavo Antonio Falco à Philadelphie (Pennsylvanie) en 1945, est un artiste, musicien, acteur, réalisateur et photographe américain. Il est notamment le fondateur du groupe de rock Tav Falco's Panther Burns en 1979. Il vit en Europe depuis la fin des années 1990. 

## Biographie
De son vrai nom Gustavo Antonio Falco, il adopte brièvement le nom de son beau-père, Nelson, et se produit sous le nom de Gus Nelson, avant de choisir le nom de scène Tav Falco. Né à Philadelphie, il a grandi à Gurdon, dans l'Arkansas, avant de s'installer à Memphis en 1973. Il commence sa carrière artistique par la réalisation de vidéos sur les artistes et musiciens de Memphis de la fin des années 1970 avec son ami vidéaste Randall Lyon. Tous deux sont très influencés par le travail du photographe William Eggleston. En octobre 1978, il est remarqué par Alex Chilton, impressionné par une performance de Falco à l'Orphéum de Memphis où il scie sa guitare Silvertone à la tronçonneuse. Peu après Alex Chilton lui propose de monter un groupe mélangeant le country blues et le rockabilly avec lequel ils se produisent en duo sous le nom des Yard Dogs. Ces expériences aboutissent en 1979 à la création du groupe Tav Falco's Panther Burns, du nom d'une région proche de Grenville, Mississippi. Le premier album Behind The Magnolia Curtain est l'enregistrement d'un concert qui retranscrit parfaitement toute la sauvagerie du groupe. Le second album sort chez Rough Trade en 1981 après qu'une première série d'enregistrements en 1980 a été temporairement écartée. 
Falco apparait par ailleurs dans un certain nombre de films comme Great Balls of Fire! (1989 - USA), The Big Post Office Robbery (1992 - Hongrie), Highway 61 (1991 - Canada), Downtown 81 (2001 - USA), ou Wayne County Rambling (2002 - USA). Amateur de tango de longue date, il apparait aussi Dans le rouge du couchant (2003 - France) où il joue le rôle d'un danseur. Il produit et réalise également plusieurs courts-métrages.  En 2003, six de ses courts-métrages ont été archivés dans la collection de la Cinémathèque française. Il s'agit de Love's Last Warning (1996), Born Too Late (1993), Helene of Memphis (1991), Memphis Beat (1989), Shadetree Mechanic (1986), and 71 Salvage (1971).